# Odou
Odou (griechisch Οδού) ist ein Ort im Bezirk Larnaka in Zypern. Bei der letzten amtlichen Volkszählung im Jahr 2021 hatte der Ort 202 Einwohner.

## Lage

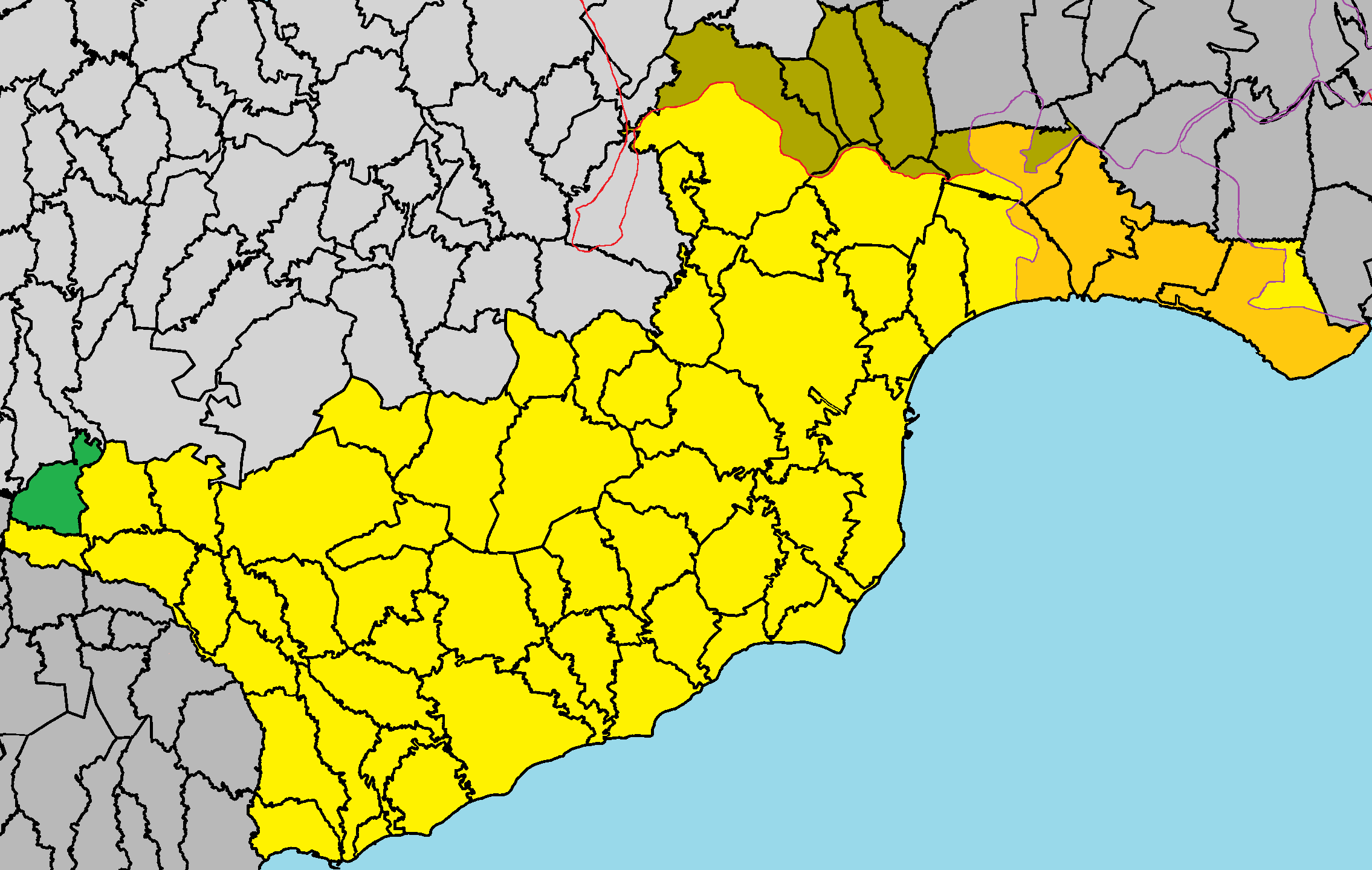
Lage der Gemeinde im Bezirk Larnaka

Odou liegt in der Mitte der Insel Zypern auf 850 Metern Höhe, etwa 36 km südwestlich der Hauptstadt Nikosia, 41 km westlich von Larnaka und 22 km nordöstlich von Limassol.
Der Ort befindet sich etwa 19 km vom Mittelmeer entfernt im Troodos-Gebirge. Nördlich und westlich beginnt der Bezirk Nikosia und westlich und südlich beginnt der Bezirk Limassol. Die Umgebung ist von Wald geprägt. Odou ist über kurvenreiche Straßen von Norden und Süden zu erreichen.
Orte in der Umgebung sind Kampi und Farmakas im Norden, Agioi Vavatsinias im Osten, Ora im Südosten, Melini im Süden sowie Sykopetra im Westen.